# Eduardo Luis Saccone
Eduardo Luis Saccone (2 de julio de 1928-17 de mayo de 2019) fue Teniente de fragata. Ingresó a la  Armada Argentina  el  17 de enero de 1947, pasó a retiro el 1 de abril de 1978. Se desempeñó como Delegado Interventor  de la Universidad Nacional de La Plata desde el 25 de marzo al 14 de septiembre de 1976.

## Proceso militar en la Argentina
El 24 de marzo de 1976 las Fuerzas Armadas derribaron al gobierno de la presidente María Estela Martínez de Perón, iniciado el Golpe de Estado se instalará una dictadura cívico-militar que se autodenominó Proceso de Reorganización Nacional, caracterizándose por idear y poner en marcha un plan sistemático de terrorismo de Estado hasta la recuperación de la democracia en diciembre de 1983. El golpe fue planificado y ejecutado en el marco del Plan Cóndor, plan que consistía en una operación de represión política y terrorismo de Estado direccionado y respaldado por Estados Unidos.  
La implementación de ese plan significaba una profunda reestructuración del Estado, de la economía, y la estructura social en la Argentina.
El 26 de marzo, el Teniente general Jorge Rafael Videla, determinó que las universidades quedaran bajo el control del  Poder Ejecutivo Nacional y se estableció la potestad del presidente para designar rectores y decanos (delegados o interventores militares) a través del Ministerio de Educación. El 29 de marzo Jorge Rafael Videla toma posesión del mando como presidente.
Este nuevo Gobierno militar consideraba que “el problema de la Subversión  encontró en las universidades un campo propicio para su desenvolvimiento”, las universidades eran un “foco de infiltración o penetración ideológica", por lo cual  las mismas debían ser controladas a nivel político-ideológico como académico, tomando medidas de achicamiento de las universidades, de control y de persecución política, se prohibía toda actividad política o gremial, profesoral o estudiantil y se estipulaba que la enseñanza podía ser arancelada.

## Normativa  referida  al funcionamiento de las universidades

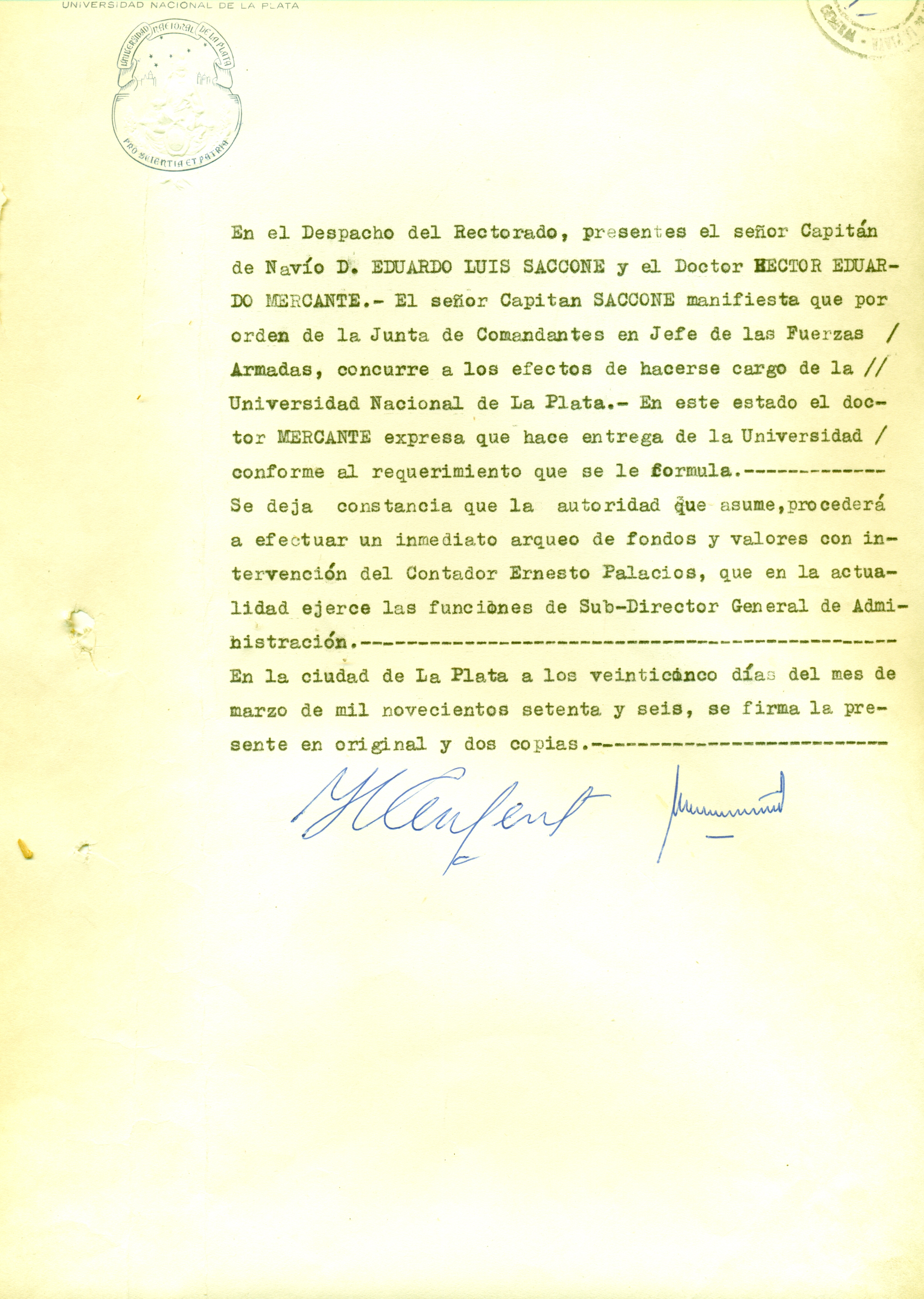
Acta por la que Eduardo Luis Saccone asume como delegado interventor militar en la Universidad Nacional de La Plata.

El 29 de marzo de 1976 se sanciona la ley Nº21.276-”Normas para las universidades nacionales”-creada para modificar la ley Nº20.654-”Régimen de las universidades nacionales. Fines, objetivos, funciones, estructura jurídico-administrativa y atribuciones"- del gobierno peronista, conocida también como Ley Taiana , sancionada el 14 de marzo de 1974.  La primera sostiene que “la inmediata normalización de las universidades nacionales constituye un objetivo prioritario en el marco del reordenamiento institucional”. En el artículo séptimo se expresa: “Queda prohibido, en el recinto de las universidades, toda actividad que asuma formas de adoctrinamiento, propaganda, proselitismo o agitación de carácter político o gremial, docente, estudiantil y no docente”. El Delegado de la Junta militar, el  Contraalmirante César Guzzetti, dispone ante el Ministerio de Cultura y Educación el cese en sus funciones de los Rectores, Consejos y demás cuerpos colegiados directivos previamente constituidos y se designan delegados militares o interventores en cada una de las universidades, afirmando que las personas designadas para cumplir dicha función “estarán investidos para el desempeño de sus funciones, de todas las atribuciones y competencia que legal y reglamentariamente corresponden a los Rectores y Consejos y de las demás facultades que sean necesarias para asegurar plenamente la continuidad de los servicios respectivos” (Expediente N° 12.534/76 del Ministerio de Cultura y Educación).
En mayo de 1976 se restringió la autonomía de las universidades nacionales impidiéndoles crear nuevas carreras, Facultades o unidades académicas equivalentes sin la previa autorización del Ministerio. En junio resolvió que los delegados militares debían dictar en el término de diez días los reglamentos internos adecuados para preservar la disciplina general de los alumnos en las universidades. Entre las faltas disciplinarias se debían tipificar las que se cometieran afuera de la universidad y que constituyeran una amenaza a la seguridad nacional; para éstas se preveía la pena máxima que era la expulsión. De manera similar, se les pedía a los rectores de universidades nacionales, privadas y provinciales que remitieran en el plazo de 30 días la nómina completa de las personas integrantes de los órganos de gobierno y de todo el personal, con indicación de su documento personal, títulos, cargos, antecedentes y dedicación. El cumplimiento de estas medidas resultó en la cesantía de cientos de profesores.
Entre agosto y septiembre los Delegados o interventores militares fueron reemplazados por rectores civiles. Los rectores que asumieron responsabilidades en esos años, debían contestar reiterados “pedidos de informes ideológicos” de parte de las fuerzas de seguridad que operaban en esa provincia o distrito. Prácticamente todos los nombramientos o ascensos en las distintas Facultades debían superar el “filtro ideológico”. En el mes de octubre de 1976 el Poder Ejecutivo Nacional aprobó la ley de creación del Consejo de Rectores de Universidades Nacionales (CRUN), organismo que debía asesorar al ministro en temas de enseñanza universitaria, coordinará la ejecución de las políticas del Ministerio para el sector, y promovería la intercomunicación y coordinación de los asuntos científicos, académicos y culturales. La Junta militar y el Ministerio de Cultura y Educación buscaron a través de este Consejo dar una imagen ante la opinión pública de que la política universitaria no era decidida ni gestionada en forma unilateral, vertical o inconsulta desde el Estado, sino que era un producto de acuerdos consensuados entre los rectores.
El 22 de febrero de 1977 se sanciona la ley Nº 21.533-”Modificación del actual régimen de designaciones y remociones de rectores y presidentes de las universidades nacionales y decanos y directores de unidades académicas”-.
Finalmente, el 11 de abril de 1980, se sanciona la ley Nº22.207-”Régimen orgánico para el funcionamiento de las universidades argentinas”-.

### Intervención militar en la Universidad Nacional de La Plata
Apenas un día después del Golpe, el Capitán de navío Eduardo Luis Saccone se presenta ante el presidente de la Universidad Nacional de La Plata, Dr. Héctor Eduardo Mercante, para asumir como delegado interventor del Rectorado. De modo que se elabora un Acta (Expediente Nº100-10159/76) donde “se deja constancia que la autoridad que asume, procederá a efectuar un inmediato arqueo de fondos y valores con intervención del contador Ernesto Palacios, Sub-Director General de Administración”.
El mismo 25 de marzo, por Resolución Nº 270, el Delegado Interventor Saccone dictamina finalizar “las funciones de los responsables de las áreas académicas y administrativas que se indican y se encomienda la atención del despacho de los organismos detallados a los vicerrectores, secretarios administrativos o funcionario de mayor jerarquía”.
El 29 de marzo, Saccone resuelve diferentes cuestiones relacionadas con el personal docente, no docente y estudiantes de la Institución. Por ejemplo, dispone la realización de un censo obligatorio de docentes que había sido ordenado por la Secretaría de Asuntos Universitarios del Ministerio de Cultura y Educación. 
El 5 de abril declara rescindidos todos los contratos, docentes y no docentes de todos los organismos que integran la Universidad y dispone mantener cerrado el Comedor Universitario, que se encontraba en esa situación desde un atentado en 1973.
Recién el 6 de abril llega a la Universidad Nacional de La Plata la Res.Nº 11/76 del Ministerio de Cultura y Educación- Subsecretaría de Asuntos Universitarios donde se designan a los Delegados Militares Interventores de las diversas universidades. Allí, se designa Delegado Militar en la Alta Casa de Estudios de La Plata al Capitán de navío D. Eduardo Luis Saccone. 
El 24 de mayo, se “eleva adjunto fotocopia de la nota de la Secretaría de la Presidencia de la Nación informó sobre la aplicación de la circular S-24763 (pedido de antecedentes a la SIDE) previo a todo nombramiento, cambios de carrera, ascensos y designación de nuevos agentes”. 
El 14 de septiembre, Saccone es reemplazado por el médico veterinario Guillermo G. Gallo, quien plantea en el discurso de asunción que se debe “marginar toda actividad extraña al ámbito universitario”. 

#### Regímenes disciplinarios para el alumnado
En función de la Ley Nacional N° 20.654/74, el Consejo Superior de las respectivas Universidades Nacionales tiene una serie de atribuciones, entre ellas se encuentra dictar su reglamento interno y los reglamentos y ordenanzas, necesarios para el régimen común de los estudios y disciplina general de la universidad. Por otro lado, en función del Decreto-Ley Nacional N° 21.276/76, las Universidades Nacionales podrán ser intervenidas por el Poder Ejecutivo Nacional para normalizar sus funcionamiento, por tiempo determinado y en los siguientes casos: manifiesto incumplimiento de la presente ley, grave alteración del orden público, conflicto insoluble dentro de la universidad, grave conflicto con los poderes del Estado.
En este sentido, por Res.S.A.U Nº112, “se dispone instruir a los Delegados Militares o Interventores en las Universidades a dictar reglamentos internos para preservar la disciplina general del alumnado, con sanciones de acuerdo a la gravedad de las transgresiones que se tipifiquen en cada reglamento” (Expediente Nº100-10668/76). Asimismo, en julio, Saccone, da a conocer un nuevo reglamento de Disciplina para los estudiantes en el que se disponía la aplicación de sanciones de “apercibimiento”, “suspensión de hasta cinco años” y “expulsión” para quienes incurrieran en comportamientos definidos negativamente en él (Resolución Nº 1487). Sin embargo, el control directo de las universidades nacionales por parte de cuadros militares sólo se extendió por algunos meses del año. Dicha resolución corresponde al Expediente Nº100-11174/76. 

##### Cierre de carrera universitaria
El 27 de mayo de 1976, por Resolución Nº928/76, Saccone decide resolver “suspender las actividades del Departamento de Cinematografía, hasta tanto se expida la comisión que tendrá a su cargo el análisis de los planes de estudio y se determine la modalidad de su funcionamiento” (Expediente Nº100-10819/76).
Además, el  1 de junio de 1976, por Resolución Nº953/76, resuelve “declarar en estado de extinción a la carrera de Cinematografía”, donde se cerrará definitivamente la inscripción de alumnos  a partir del año 1977”. 